# Pine Castle (Floride)
Pine Castle est une census-designated place du comté d'Orange, dans l'État de Floride, aux États-Unis,. En 2020, elle compte une population de 11 122 habitants.